# Список населённых пунктов Харовского района
В Харовском районе 386 населённых пунктов в составе 1 городского и 10 сельских поселений, в том числе 1 город, 364 деревни, 11 сёл, 9 посёлков, 1 станция.
Ниже приведён список всех населённых пунктов с кодами ОКАТО, жирным шрифтом выделены центры сельских поселений.

## Азлецкое сельское поселение
- 19 252 804 002 — деревня Алферовская
- 19 252 804 003 — деревня Артемовская
- 19 252 804 004 — деревня Бугра
- 19 252 804 005 — деревня Вахруниха
- 19 252 804 006 — деревня Горка Кизимская
- 19 252 804 007 — деревня Горка Подсельная
- 19 252 804 008 — деревня Гридинская
- 19 252 804 009 — деревня Дор
- 19 252 804 010 — деревня Дружинино
- 19 252 804 011 — деревня Залесная
- 19 252 804 012 — деревня Зародиха
- 19 252 804 013 — деревня Засухино
- 19 252 804 014 — деревня Истомиха
- 19 252 804 015 — деревня Когариха
- 19 252 804 016 — деревня Красимиха
- 19 252 804 017 — деревня Крутец
- 19 252 804 018 — деревня Кузнецовская
- 19 252 804 019 — деревня Кулешиха
- 19 252 804 020 — деревня Купаиха
- 19 252 804 021 — деревня Леуниха
- 19 252 804 022 — деревня Лобаниха
- 19 252 804 023 — деревня Мартыниха
- 19 252 804 024 — деревня Междуречье
- 19 252 804 025 — посёлок Межурки
- 19 252 804 026 — деревня Мелентьевская
- 19 252 804 027 — деревня Новец
- 19 252 804 028 — деревня Острецовская
- 19 252 804 029 — деревня Пихтинская
- 19 252 804 030 — деревня Пичиха
- 19 252 804 031 — деревня Плесниха
- 19 252 804 001 — деревня Поповка
- 19 252 804 032 — деревня Прониха
- 19 252 804 033 — деревня Семеновская
- 19 252 804 034 — деревня Сергеиха
- 19 252 804 035 — деревня Сергозеро
- 19 252 804 036 — деревня Тимониха
- 19 252 804 037 — деревня Уласовская
- 19 252 804 038 — деревня Чичириха

## Ильинское сельское поселение
- 19 252 809 002 — деревня Большая
- 19 252 809 003 — деревня Борисиха
- 19 252 809 004 — деревня Ваулино
- 19 252 809 005 — деревня Гора
- 19 252 809 006 — деревня Грибовская
- 19 252 809 007 — деревня Демушиха
- 19 252 809 010 — деревня Жерличиха
- 19 252 809 011 — деревня Золотава
- 19 252 809 012 — деревня Золотогорка
- 19 252 809 013 — деревня Ивановская
- 19 252 809 014 — деревня Ивачинская
- 19 252 809 015 — деревня Ильинская Поповка
- 19 252 809 016 — деревня Ишенино
- 19 252 809 017 — деревня Коровинская
- 19 252 809 018 — деревня Кузьминская
- 19 252 809 019 — деревня Куричиха
- 19 252 809 020 — деревня Лавровская
- 19 252 809 021 — деревня Ляпшево
- 19 252 809 022 — деревня Машковская
- 19 252 809 023 — деревня Миловская
- 19 252 809 025 — деревня Обориха
- 19 252 809 026 — деревня Паршинская
- 19 252 809 027 — деревня Плешавка
- 19 252 809 029 — деревня Починок
- 19 252 809 030 — деревня Ракульское
- 19 252 809 001 — деревня Семениха
- 19 252 809 031 — деревня Сидоровская
- 19 252 809 032 — деревня Сотониха
- 19 252 809 033 — деревня Софониха
- 19 252 809 034 — деревня Спасская
- 19 252 809 035 — село Сумино
- 19 252 809 036 — деревня Царевская
- 19 252 809 037 — деревня Якуниха

## Кубенское сельское поселение
- 19 252 812 002 — деревня Асеиха
- 19 252 812 003 — деревня Афониха
- 19 252 812 005 — деревня Башманово
- 19 252 812 006 — деревня Бережок
- 19 252 812 004 — деревня Большая
- 19 252 812 007 — деревня Галактиониха
- 19 252 812 008 — деревня Глазунья
- 19 252 812 009 — деревня Гора
- 19 252 812 010 — деревня Гора
- 19 252 812 011 — деревня Горбатиха
- 19 252 812 012 — деревня Гридинская
- 19 252 812 013 — деревня Деревенька
- 19 252 812 014 — деревня Деревягино
- 19 252 812 015 — деревня Долгищево
- 19 252 812 016 — деревня Долгобородово
- 19 252 812 017 — деревня Ершиха
- 19 252 812 018 — деревня Зарубино
- 19 252 812 019 — деревня Зимница
- 19 252 812 020 — деревня Злодеиха
- 19 252 812 001 — деревня Ивачино
- 19 252 812 021 — деревня Козлиха
- 19 252 812 022 — деревня Козулино
- 19 252 812 023 — деревня Колыбаниха
- 19 252 812 024 — деревня Конево
- 19 252 812 025 — деревня Коркинское
- 19 252 812 026 — деревня Кудрявцево
- 19 252 812 027 — деревня Куницыно
- 19 252 812 028 — деревня Максимиха
- 19 252 812 029 — деревня Маньково
- 19 252 812 030 — деревня Матвеиха-Раменская
- 19 252 812 031 — деревня Митинская
- 19 252 812 032 — деревня Михалево
- 19 252 812 034 — посёлок Нижне-Кубенский
- 19 252 812 035 — деревня Осипиха
- 19 252 812 036 — деревня Починок
- 19 252 812 037 — деревня Прокопиха
- 19 252 812 038 — деревня Самылиха
- 19 252 812 039 — деревня Синяково
- 19 252 812 040 — деревня Сорожино
- 19 252 812 042 — деревня Стрелица
- 19 252 812 043 — деревня Татарское
- 19 252 812 044 — деревня Тихонино
- 19 252 812 045 — деревня Федоровское
- 19 252 812 046 — деревня Филинское
- 19 252 812 048 — деревня Чернухино
- 19 252 812 049 — деревня Шенурово
- 19 252 812 051 — деревня Якушево
- 19 252 812 050 — деревня Яскино

## Кумзерское сельское поселение
- 19 252 816 002 — деревня Андреевская
- 19 252 816 003 — деревня Анфалиха
- 19 252 816 004 — деревня Балуковская
- 19 252 816 005 — деревня Бильская
- 19 252 816 007 — деревня Воронино
- 19 252 816 008 — деревня Глазиха
- 19 252 816 009 — деревня Горка
- 19 252 816 010 — деревня Гришино
- 19 252 816 011 — деревня Давыдовская
- 19 252 816 012 — деревня Даниловская
- 19 252 816 013 — деревня Дор
- 19 252 816 014 — деревня Дуровская
- 19 252 816 015 — деревня Ерофеевская
- 19 252 816 016 — деревня Жуковская
- 19 252 816 017 — деревня Захаровская
- 19 252 816 018 — деревня Ивашево
- 19 252 816 019 — деревня Киевская
- 19 252 816 020 — деревня Княжая
- 19 252 816 021 — деревня Крюковская
- 19 252 816 001 — село Кумзеро
- 19 252 816 022 — деревня Лавриха
- 19 252 816 023 — деревня Лысовская
- 19 252 816 024 — деревня Максимовская
- 19 252 816 026 — деревня Мартыниха
- 19 252 816 028 — деревня Назариха
- 19 252 816 029 — деревня Оденьевская
- 19 252 816 030 — деревня Опуринская
- 19 252 816 031 — деревня Павшиха
- 19 252 816 032 — деревня Панинская
- 19 252 816 033 — деревня Пашинская
- 19 252 816 034 — деревня Пожарище
- 19 252 816 035 — деревня Пошивчиха
- 19 252 816 036 — деревня Семеновская
- 19 252 816 037 — деревня Сиренская
- 19 252 816 038 — деревня Терениха
- 19 252 816 040 — деревня Тимошинская
- 19 252 816 039 — деревня Трущевская
- 19 252 816 041 — деревня Угол
- 19 252 816 042 — деревня Устречная
- 19 252 816 043 — деревня Цариха
- 19 252 816 044 — деревня Щукинская

## Михайловское сельское поселение
- 19 252 820 002 — деревня Алферовская
- 19 252 820 003 — деревня Анисимовская
- 19 252 820 004 — деревня Балыково
- 19 252 820 007 — деревня Будриха
- 19 252 820 009 — деревня Верхняя Горка
- 19 252 820 011 — деревня Гречутино
- 19 252 820 014 — деревня Демушиха
- 19 252 820 018 — деревня Ершиха
- 19 252 820 021 — деревня Заберезник
- 19 252 820 001 — село Михайловское
- 19 252 820 036 — деревня Михалиха
- 19 252 820 037 — деревня Мурыгинская
- 19 252 820 038 — деревня Нелюбовская
- 19 252 820 040 — деревня Оброчное
- 19 252 820 042 — деревня Панатово
- 19 252 820 043 — деревня Паршинская
- 19 252 820 046 — деревня Попчиха
- 19 252 820 066 — деревня Потапиха
- 19 252 820 050 — деревня Савинская
- 19 252 820 051 — деревня Саматово
- 19 252 820 054 — деревня Смолиха
- 19 252 820 058 — деревня Средняя Горка
- 19 252 820 059 — деревня Стениха
- 19 252 820 062 — деревня Умрища
- 19 252 820 064 — деревня Черемухово
- 19 252 820 065 — деревня Шилыково

## Разинское сельское поселение
- 19 252 828 003 — деревня Афонинская
- 19 252 848 002 — деревня Беляевская
- 19 252 828 004 — деревня Большая
- 19 252 828 005 — деревня Бурдуковская
- 19 252 848 003 — деревня Бурчевская
- 19 252 828 006 — деревня Вторая Малая
- 19 252 828 001 — деревня Гора
- 19 252 828 007 — деревня Горка
- 19 252 828 008 — деревня Гороховка
- 19 252 848 004 — деревня Гостинская
- 19 252 848 005 — деревня Грибцовская
- 19 252 828 009 — деревня Грудинская
- 19 252 828 010 — деревня Дедевка
- 19 252 828 011 — деревня Денисовская
- 19 252 828 012 — деревня Дор
- 19 252 848 006 — деревня Дорогушиха
- 19 252 828 013 — деревня Дробинино
- 19 252 828 014 — деревня Есиповская
- 19 252 848 007 — деревня Заречная
- 19 252 828 016 — деревня Квашниха
- 19 252 848 008 — деревня Козлово
- 19 252 828 017 — деревня Костино
- 19 252 848 009 — деревня Красная Горка
- 19 252 828 018 — деревня Красново
- 19 252 848 010 — деревня Крюково
- 19 252 828 019 — деревня Курьяновская
- 19 252 828 020 — деревня Лапиха
- 19 252 848 011 — деревня Лариониха
- 19 252 848 012 — деревня Лекалиха
- 19 252 828 021 — деревня Летово
- 19 252 848 013 — деревня Логиновская
- 19 252 848 014 — деревня Лукинская
- 19 252 848 015 — деревня Лучинская
- 19 252 848 016 — деревня Максимовская
- 19 252 828 022 — деревня Масловская
- 19 252 828 023 — деревня Мишаково
- 19 252 828 024 — деревня Мокеевская
- 19 252 828 025 — деревня Мятнево
- 19 252 848 001 — село Никулинское
- 19 252 828 026 — деревня Оброчная
- 19 252 848 017 — деревня Олешково
- 19 252 828 027 — деревня Павловская
- 19 252 828 028 — деревня Палкинская
- 19 252 828 030 — деревня Пауниха
- 19 252 828 031 — деревня Первая Малая
- 19 252 848 018 — деревня Подошариха
- 19 252 828 032 — посёлок Пундуга
- 19 252 848 019 — деревня Ратновская
- 19 252 828 034 — деревня Саблуково
- 19 252 848 020 — деревня Савковская
- 19 252 828 036 — деревня Секирино
- 19 252 848 021 — деревня Семеновская
- 19 252 828 035 — деревня Сергеевская
- 19 252 828 037 — деревня Сидоровская
- 19 252 848 022 — деревня Слободка
- 19 252 828 038 — деревня Соколовская
- 19 252 828 039 — деревня Тарасовская
- 19 252 828 040 — деревня Токарево
- 19 252 848 023 — деревня Угольская
- 19 252 828 041 — деревня Федяково
- 19 252 828 042 — деревня Шиханиха
- 19 252 828 043 — деревня Юдинская

## Семигороднее сельское поселение
- 19 252 832 010 — посёлок 17 км
- 19 252 832 009 — посёлок 6 км
- 19 252 832 003 — посёлок Возрождение
- 19 252 832 004 — посёлок Волонга
- 19 252 832 001 — ж/д станция Семигородняя
- 19 252 832 008 — посёлок Томашка

## Слободское сельское поселение
- 19 252 836 001 деревня Арзубиха
- 19 252 836 002 — деревня Ваталово
- 19 252 836 003 — деревня Ваулиха
- 19 252 836 004 — деревня Давыдовская
- 19 252 836 005 — деревня Дягилево
- 19 252 836 006 — деревня Ершиха
- 19 252 836 007 — деревня Захариха
- 19 252 836 008 — деревня Кожинская
- 19 252 836 009 — деревня Конечная
- 19 252 836 010 — село Красково
- 19 252 836 011 — деревня Кузьминская
- 19 252 836 012 — деревня Лисино
- 19 252 836 013 — деревня Макаровская
- 19 252 836 014 — деревня Митиха
- 19 252 836 015 — деревня Мишутиха
- 19 252 836 019 — деревня Перекс
- 19 252 836 020 — деревня Полутиха
- 19 252 836 022 — деревня Семеновская
- 19 252 836 023 — деревня Симаниха
- 19 252 836 024 — деревня Стрелица
- 19 252 836 025 — деревня Тарасовская
- 19 252 836 026 — деревня Терешиха
- 19 252 836 027 — деревня Халчиха

## город Харовск
- 19 252 501 000 — город Харовск

## Харовское сельское поселение
- 19 252 840 084 — деревня Афониха
- 19 252 840 002 — деревня Бараниха
- 19 252 840 058 — деревня Бекрениха
- 19 252 840 003 — деревня Беленицыно
- 19 252 840 004 — деревня Бильгачево
- 19 252 840 005 — деревня Бор
- 19 252 840 006 — деревня Боровиково
- 19 252 840 059 — деревня Быково
- 19 252 840 007 — деревня Бычиха
- 19 252 840 008 — деревня Варламово
- 19 252 840 009 — деревня Великий Двор
- 19 252 840 060 — деревня Волчиха
- 19 252 840 010 — деревня Головинская
- 19 252 840 011 — деревня Горка
- 19 252 840 012 — деревня Горка
- 19 252 840 061 — деревня Гридкино
- 19 252 840 062 — деревня Деряжница
- 19 252 840 063 — деревня Дешинское
- 19 252 840 013 — деревня Дитинская
- 19 252 840 014 — деревня Дмитриево
- 19 252 840 015 — деревня Дор
- 19 252 840 064 — деревня Дресвянка
- 19 252 840 065 — деревня Дьяковская
- 19 252 840 016 — деревня Екимовская
- 19 252 840 017 — деревня Ерихино
- 19 252 840 018 — деревня Есюниха
- 19 252 840 066 — деревня Захаровское
- 19 252 840 019 — деревня Иваниково
- 19 252 840 067 — деревня Ивановское
- 19 252 840 068 — деревня Каплиха
- 19 252 840 069 — деревня Карповское
- 19 252 840 020 — деревня Клепестиха
- 19 252 840 021 — деревня Конанцево
- 19 252 840 022 — деревня Коровиха
- 19 252 840 023 — деревня Косариха
- 19 252 840 070 — деревня Кузнечиха
- 19 252 840 024 — деревня Кузовлево
- 19 252 840 071 — деревня Кузьминское
- 19 252 840 026 — село Лещево
- 19 252 840 027 — деревня Лощиниха
- 19 252 840 072 — деревня Мартыновское
- 19 252 840 073 — деревня Мишковское
- 19 252 840 028 — деревня Могиленская
- 19 252 840 029 — деревня Мякотиха
- 19 252 840 030 — деревня Мятнево
- 19 252 840 074 — деревня Насоново
- 19 252 840 075 — деревня Оносино
- 19 252 840 076 — деревня Останинское
- 19 252 840 031 — деревня Палковская
- 19 252 840 032 — деревня Пановское
- 19 252 840 033 — село Паршинское
- 19 252 840 034 — деревня Пашучиха
- 19 252 840 035 — деревня Перепечино
- 19 252 840 036 — деревня Пехтиха
- 19 252 840 037 — деревня Плясово
- 19 252 840 057 — село Погост Никольский
- 19 252 840 077 — деревня Починок
- 19 252 840 038 — деревня Родиониха
- 19 252 840 039 — деревня Самсониха
- 19 252 840 040 — деревня Селезениха
- 19 252 840 078 — деревня Сибла
- 19 252 840 041 — деревня Сидорово
- 19 252 840 042 — посёлок Ситинский
- 19 252 840 043 — село Согорки
- 19 252 840 079 — деревня Сосновка
- 19 252 840 044 — село Спасское
- 19 252 840 045 — деревня Спичиха
- 19 252 840 080 — деревня Стегаиха
- 19 252 840 046 — деревня Судово
- 19 252 840 081 — деревня Сысоиха
- 19 252 840 047 — деревня Сычево
- 19 252 840 085 — деревня Тетериха
- 19 252 840 048 — деревня Тимониха
- 19 252 840 049 — деревня Тюшиха
- 19 252 840 050 — деревня Тюшковская
- 19 252 840 051 — деревня Федоровская
- 19 252 840 082 — деревня Филиппово
- 19 252 840 052 — деревня Фоминское
- 19 252 840 083 — деревня Харенское
- 19 252 840 053 — деревня Хвостиха
- 19 252 840 054 — деревня Хомок
- 19 252 840 055 — деревня Хомутово
- 19 252 840 056 — деревня Чурилово

## Шапшинское сельское поселение
- 19 252 844 004 — деревня Большая Середняя
- 19 252 844 005 — деревня Борисовская
- 19 252 844 006 — деревня Горка
- 19 252 844 007 — деревня Деревенька Кузнечиха
- 19 252 844 008 — деревня Деревенька Шапшинская
- 19 252 844 009 — деревня Заречная
- 19 252 844 010 — деревня Зуена
- 19 252 844 011 — деревня Кобылкино
- 19 252 844 013 — деревня Лебежь
- 19 252 844 014 — деревня Лукино
- 19 252 844 016 — деревня Малая Середняя
- 19 252 844 015 — деревня Машутиха
- 19 252 844 017 — деревня Митинская
- 19 252 844 019 — деревня Паньковская
- 19 252 844 020 — деревня Пиляиха
- 19 252 844 021 — деревня Пожарище
- 19 252 844 023 — деревня Потапиха
- 19 252 844 025 — деревня Сопятино
- 19 252 844 026 — деревня Софониха
- 19 252 844 028 — деревня Харитониха
- 19 252 844 029 — деревня Ципошевская
- 19 252 844 001 — село Шапша
- 19 252 844 030 — деревня Шемякино
- 19 252 844 031 — деревня Шутово
- 19 252 844 032 — деревня Юртинская